# ヴィクトリア・スピヴィー
ヴィクトリア・スピヴィー（Victoria Spivey、1906年10月15日 - 1976年10月3日）は、アメリカ合衆国のブルース歌手、ソングライター、レコード会社創設者、ミュージシャンである。別名クイーン・ヴィクトリアとしても知られた。1926年から1960年代半ばにかけての40年に及ぶレコーディング・キャリアの中で、彼女はルイ・アームストロング、キング・オリヴァー、クラレンス・ウィリアムズ、ルイス・ラッセル、ロニー・ジョンソン、ボブ・ディランといった人たちと仕事をした。彼女はまたときには妹のアディ・"スウィート・ピーズ"・スピヴィー（"Sweet Peas"あるいは"Sweet Pease"と綴られた）や別名ザ・ズ・ガールとしても知られた姉のエルトン・アイランド・スピヴィーと共にステージに立ち、ヴォードヴィルやクラブでもパフォーマンスを行なった。彼女が書いた曲には「Black Snake Blues」（1926年）、「Dope Head Blues」（1927年）、「Organ Grider Blues」（1928年）などがある。

## 来歴
スピヴィーは、父親グラントと母親アディ・スミス・スピヴィーの間に1906年10月15日、テキサス州ヒューストンで生まれた。父親は鉄道で手旗信号担当として働き、パートタイムでミュージシャンもしていた。母親は看護婦であった。彼女にはレオナ、エルトン・”ザ・ズ"（1900年8月12日 - 1971年6月25日）、アディ・"スウィート・ピーズ"（1910年8月22日 - 1943年）の3人の姉妹がおり、いずれもプロの歌手として活動した。彼女たちは1929年から1937年の期間に、いくつかのメジャー・レーベルにレコーディングをしている。ヴィクトリア・スピヴィーは4回結婚しており、うち3人の夫はルーベン・フロイド、ビリー・アダムズ、およびスピヴィー・レコードを1961年に共同設立したレン・クンシュタット（1925年5月15日 - 1996年4月23日）である。
スピヴィーの初めてのプロとしての活動は、ヒューストンで父親がリーダーを務める家族のストリング・バンドへ参加したことであった。彼が亡くなった後、当時7歳だったヴィクトリアは単独で地元のパーティーでプレイするようになった。1918年には、彼女はダラスのリンカーン劇場で、映画の伴奏をする仕事を得た。10代の頃は、彼女は地元のバーやナイトクラブ、ビュッフェ・フラット（アパートを活用した黒人の集まる娯楽店）などでパフォーマンスを行なった。一人でのステージが多かったものの、時にはブラインド・レモン・ジェファーソンなど、歌手/ギタリストと共に演奏することもあった。1926年、彼女はミズーリ州セントルイスに移住し、ここでオーケー・レコードと契約した。彼女の初のレコード「Black Snake Blues」（1926年）は売れ行きは好調で、彼女は引き続きオーケーに留まった。彼女はニューヨークにてオーケーへ多くのレコーディングを行なったが、1929年にビクターに移籍した。1931年から1937年までの間、彼女はヴォカリオン、デッカに更なるレコーディングを行ない、またニューヨークを拠点に、ライヴ・パフォーマンスも順調にこなした。彼女と共演したミュージシャンにはキング・オリヴァー、チャールズ・エイヴリー、ルイ・アームストロング、ロニー・ジョンソン、レッド・アレンらがいた。
世界恐慌（1929-1939年）になってもスピヴィーの音楽のキャリアが終わることはなかった。1929年に映画監督のキング・ヴィダーは、彼の最初の有声映画『ハレルヤ』にミッシー・ローズ役で彼女を抜擢したことにより、彼女は新境地を切り開くこととなった。1930年代から1940年代にかけて、スピヴィーはヒット・ミュージカル『Hellzapoppin』を含め、音楽映画やステージ・ショーに出演し続けた。そこではしばしば夫でダンサーのビリー・アダムズとも共演した。
1951年には、スピヴィーはショービジネスからいったん引退し、パイプオルガン奏者となり、教会のクワイアーを率いたが、1961年に古くからのパートナーであったロニー・ジョンソンのアルバム『Idle Hours』(Bluesville)の4曲に参加し、世俗音楽に復帰した。
1960年代のフォーク・ミュージック・リヴァイヴァルにより、彼女は更なるカムバックの機会を得ることとなった。彼女はプレスティージ・ブルースヴィルでアルバータ・ハンター、ルシール・ヘガミンと共にアルバム『Songs We Taught Your Mother』をレコーディング。フェスティバルやライヴハウスへの出演もするようになった。その中には1963年のアメリカン・フォーク・ブルース・フェスティバルのヨーロッパ・ツアーもあった。
1961年、スピヴィーはジャズとブルースの歴史学者のレン・クンシュタットと共にスピヴィー・レコードを立ち上げた。これはブルース、ジャズその他関連する音楽に特化した低価格レーベルであり、シッピー・ウォレス、ルシール・ヘガミン、オーティス・スパン、ウィリー・ディクスン、ルーズヴェルト・サイクス、ビッグ・ジョー・ターナー、バディ・テイト、ハナ・シルヴェスターといった名の知れたアーティストを始め、ルーサー・ジョンソン、ブレンダ・ベル、ウォッシュボード・ドク、ビル・ダイシー、ロバート・ロス、シュガー・ブルー、ポール・オシャー、ダニー・ラッソ、ラリー・ジョンソンといった新しいアーティストも含め、多くの作品をレコーディングした。
スピヴィーはまた1962年から1970年までの間、クンシュタットの雑誌「Record Research」で「Blues Is My Business」と題したコラムを担当した。特筆すべきは、スピヴィーが「Black Snake Blues」をレコーディングしてからわずか数か月後にブラインド・レモン・ジェファーソンが「Black Snake Moan」をレコーディングしたことについて触れていることだ。ジェファーソンの「Black Snake Moan」のレコーディングについて、スピヴィーからインスピレーションを受けたとする論調が一般的であったが、彼女の記述によればこれはそのような穏やかな話ではなく、黒人女性パフォーマーが当時経験していた存在を消される行為に近かったことを明らかにしている。
1962年3月、スピヴィーとビッグ・ジョー・ウィリアムズは、ボブ・ディランをハーモニカとバックボーカルに迎えスピヴィー・レコードにレコーディングを行なった。このレコーディングは『Three Kings And The Queen』（Spivey LP 1004）と『Kings And The Queen Volume Two』（Spivey LP 1014）に収録された。レコードジャケットにはディランの名前がクレジットされていた。この時期の彼女とディランの写真がディランのアルバム『新しい夜明け (New Morning)』の裏ジャケットに使用されている。1964年、スピヴィーはコネチカット州を拠点とするトロンボーン奏者、ビッグ・ビル・ビソネットが率いる白人メンバーによる、イージー・ライダーズ・ジャズ・バンドとレコーディングを行なった。この曲は最初にLPでリリースされ、後にCD化もされている。
スピヴィーは1976年10月3日、ニューヨークにて内出血により死去した。69歳だった。

## ディスコグラフィー

### アルバム
- 1961年『Idle Hours』(Bluesville) ※ロニー・ジョンソンとの共同名義（3曲参加）
- 1962年『Songs We Taught Your Mother』(Bluesville) ※アルバータ・ハンター、ルシール・ヘガミンとの共同名義（4曲参加）
- 1962年『Woman Blues!』(Bluesville) ※ロニー・ジョンソンとの共同名義
- 1962年『A Basket Of Blues』(Spivey) ※バディ・テリー、ルシール・ヘガミン、ハナ・シルヴェスターとの共同名義
- 1962年『Victoria and Her Blues』(Spivey)
- 1964年『Three Kings and the Queen』(Spivey) ※ルーズヴェルト・サイクス、ビッグ・ジョー・ウィリアムズ、ロニー・ジョンソンとの共同名義
- 1965年『The Queen and Her Knights』(Spivey) ※ロニー・ジョンソン、リトル・ブラザー・モンゴメリー、メンフィス・スリム、ソニー・グリアとの共同名義
- 1965年『Music Down Home: An Introduction to Negro Folk Music, U.S.A.』(Folkways)[15] ※Various Artistsコンピレーション-スピヴィーは1曲収録
- 1976年『The Blues Is Life』(Folkways)[16]
- 2008年『Classic Piano Blues from Smithsonian Folkways』(Smithonian Folkways)[17] ※Various Artistsコンピレーション-スピヴィーは1曲収録

### シングル（78回転SP盤）
| 年         | アーティスト名                       | 曲名                                                                                            | レーベル | レコードNo. |
| ---------- | ------------------------------------ | ----------------------------------------------------------------------------------------------- | -------- | ----------- |
| 1926年7月  | Victoria Spivey                      | 「Black Snake Blues」/「No More Jelly Bean Blues」                                              | Okeh     | 8338        |
| 1926年8月  | Victoria Spivey                      | 「Dirty Woman's Blues」/「Long Gone Blues」                                                     | Okeh     | 8351        |
| 1926年9月  | Victoria Spivey                      | 「Spider Web Blues」/「Hoodoo Man Blues」                                                       | Okeh     | 8370        |
| 1926年10月 | Victoria Spivey                      | 「Humored and Petted Blues」/「Blue Valley Blues」                                              | Okeh     | 8389        |
| 1926年     | Victoria Spivey                      | 「Big Houston Blues」/「Got the Blues So Bad」                                                  | Okeh     | 8401        |
| 1926年12月 | Victoria Spivey                      | 「Its Evil Hearted Me」/「Santa Fe Blues」                                                      | Okeh     | 8410        |
| 1927年6月  | Victoria Spivey                      | 「Steady Grind」/「Idle Hour Blues」                                                            | Okeh     | 8464        |
| 1927年7月  | Victoria Spivey                      | 「Arkansas Road Blues」/「Alligator Pond Went Dry」                                             | Okeh     | 8481        |
| 1927年9月  | Victoria Spivey                      | 「No. 12 Let Me Roam」/「T-B Blues」                                                            | Okeh     | 8494        |
| 1927年10月 | Victoria Spivey                      | 「My Handy Man」/「Organ Grinder Blues」                                                        | Okeh     | 8615        |
| 1927年     | Victoria Spivey                      | 「Garter Snake Blues」/「Christmas Mornin' Blues」                                              | Okeh     | 8517        |
| 1928年     | Victoria Spivey                      | 「Dope Head Blues」/「Blood-Thirsty Blues」                                                     | Okeh     | 8531        |
| 1928年3月  | Victoria Spivey                      | 「Red Lantern Blues」/「Jelly Look What You Done Done」                                         | Okeh     | 8550        |
| 1928年5月  | Victoria Spivey                      | 「Your Worries Ain't Like Mine」/「A Good Man is Hard to Find」                                 | Okeh     | 8565        |
| 1928年6月  | Victoria Spivey                      | 「Murder in the First Degree」/「Nightmare Blues」                                              | Okeh     | 8581        |
| 1928年12月 | Victoria Spivey and Lonnie Johnson   | 「"New Black Snake Blues - Part 1」/「New Black Snake Blues - Part 2」                          | Okeh     | 8626        |
| 1929年1月  | Victoria Spivey                      | 「No Papa No」/「Mosquito, Fly And Flea」                                                       | Okeh     | 8634        |
| 1929年     | Victoria Spivey And Lonnie Johnson   | 「Furniture Man #2 Blues」/「Furniture Man Blues」                                              | Okeh     | 8652        |
| 1929年8月  | Victoria Spivey                      | 「Funny Feathers」/「How Do They Do It That Way?」                                              | Okeh     | 8713        |
| 1929年     | Lonnie Johnson, Victoria Spivey      | 「You Done Lost Your Good Thing Now! - Part 1」/「You Done Lost Your Good Thing Now! - Part 2」 | Okeh     | 8733        |
| 1930年     | Lonnie Johnson, Victoria Spivey      | 「Toothache Blues - Part 1」/「Toothache Blues - Part 2」                                       | Okeh     | 8744        |
| 1930年7月  | Victoria Spivey                      | 「Haunted by the Blues」/「Lonesome With The Blues」                                            | Victor   | 38598       |
| 1930年     | Victoria Spivey                      | 「Baulin' Water Blues - Part 1」/「Baulin' Water Blues - Part 2」                               | Victor   | 23349       |
| 1929年10月 | Victoria Spivey                      | 「Moaning the Blues」/「Telephoning the Blues」                                                 | Victor   | 38546       |
| 1930年3月  | Victoria Spivey                      | 「Bloodhound Blues」/「Dirty T.B. Blues」                                                       | Victor   | 38570       |
| 1930年     | Victoria Spivey                      | 「New York Blues」/「Showered With the Blues」                                                  | Victor   | 38584       |
| 1930年     | Victoria Spivey                      | 「You've Gotta Have What It Takes Part 1」/「You've Gotta Have What It Takes Part 2」           | Victor   | 38609       |
| 1936年11月 | Jane Lucas (Victoria Spivey)         | 「Mr. Freddy Blues」/「Trouble In Mind」                                                        | Vocalion | 03346       |
| 1936年11月 | Victoria Spivey And Her Chicago Four | 「Any-Kind-A-Man」/「I Ain't Gonna Let You See My Santa Claus」                                 | Vocalion | 03366       |